# Hovtamej
Hovtamej (en arménien Հովտամեջ ; anciennement Mughanjik) est une communauté rurale du marz d'Armavir, en Arménie. Elle compte 1 396 habitants en 2009.